# Don Murray

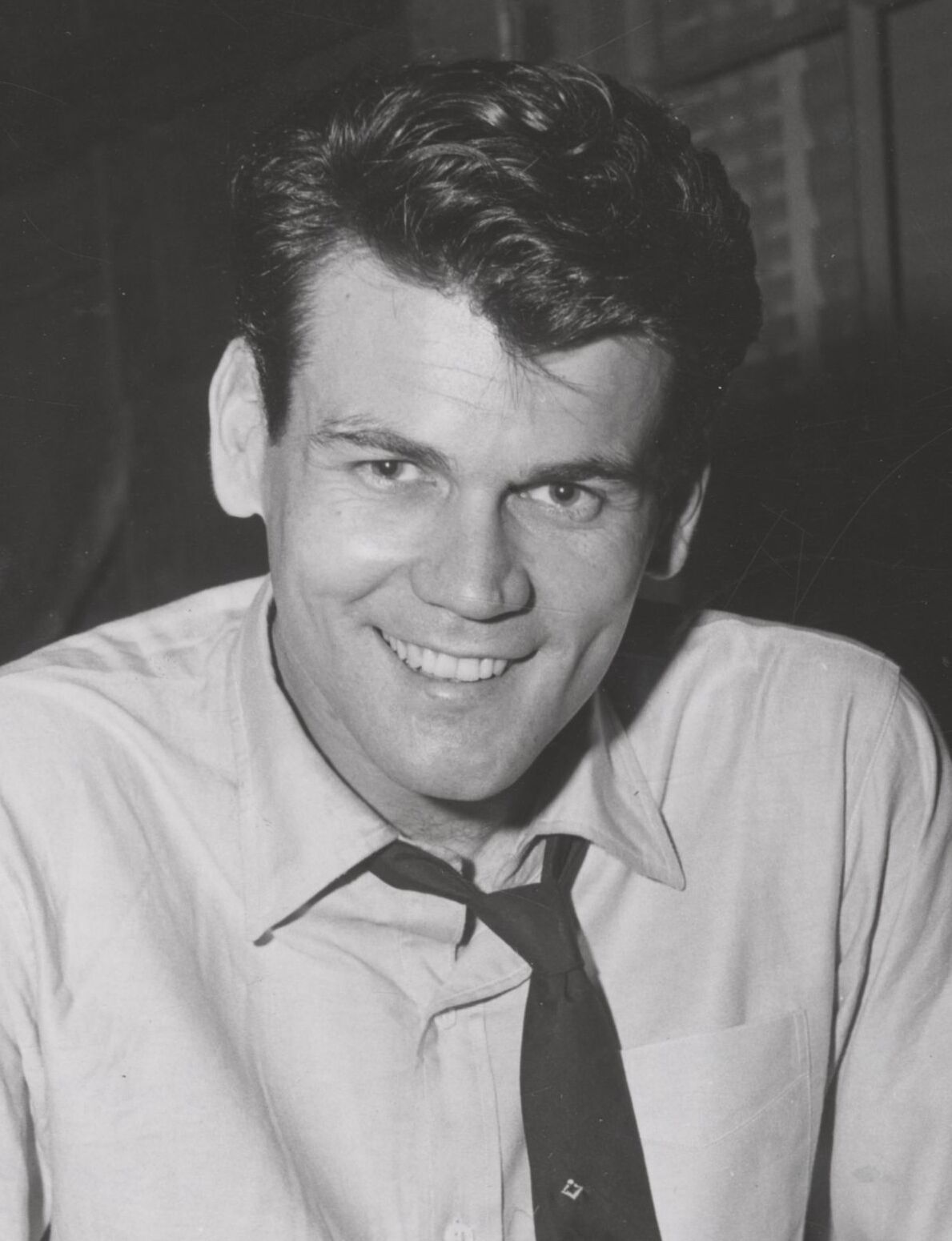
Don Murray (1960)

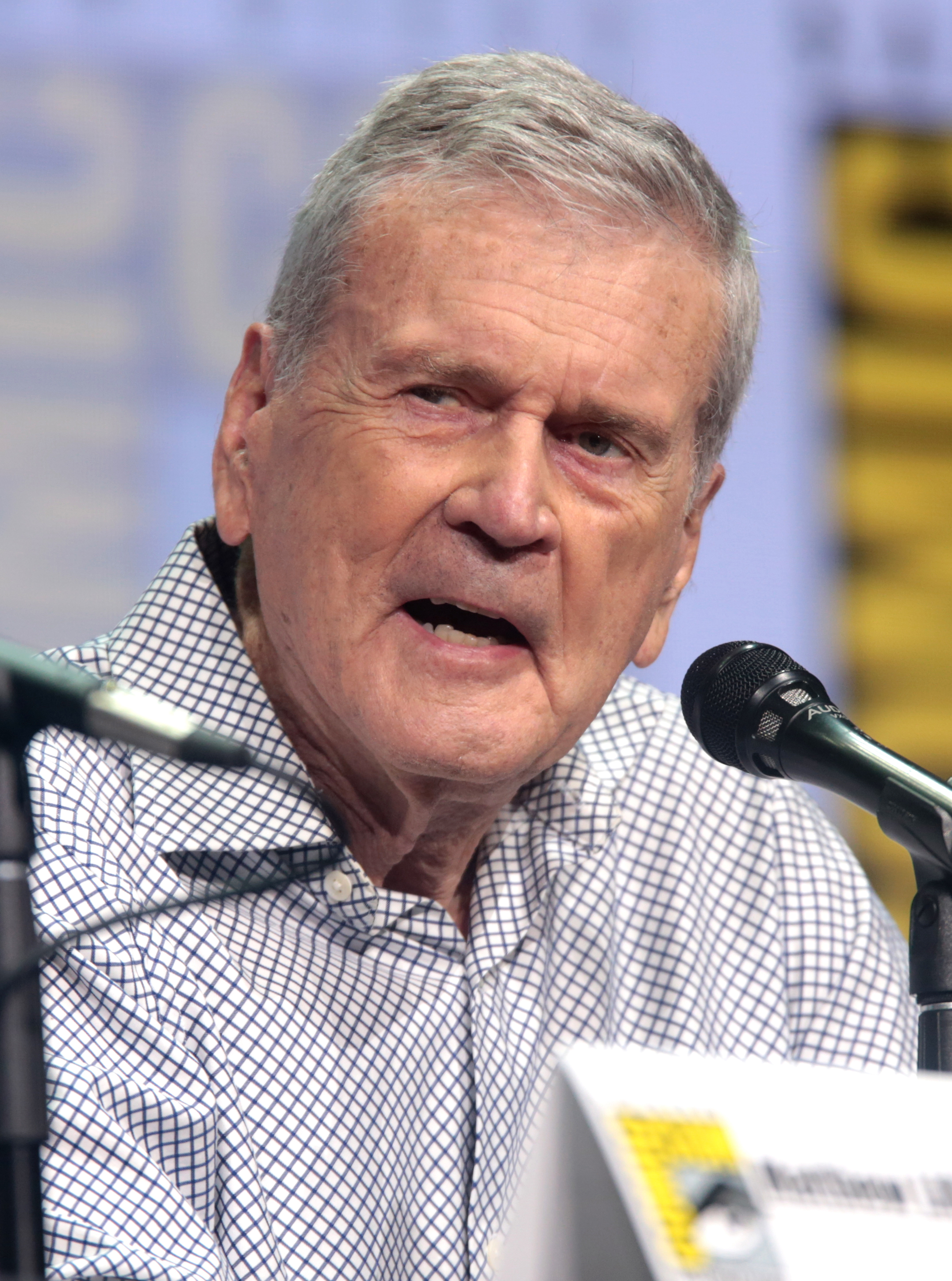
Don Murray (2017)

Donald Patrick „Don“ Murray (* 31. Juli 1929 in Hollywood, Kalifornien; † 2. Februar 2024 bei Santa Barbara, Kalifornien) war ein US-amerikanischer Film- und Theaterschauspieler sowie Drehbuchautor, Filmregisseur und Filmproduzent. 1957 erhielt er für seine Darstellung in Bus Stop als Filmpartner von Marilyn Monroe eine Oscar-Nominierung in der Kategorie Bester Nebendarsteller. Insgesamt umfasst sein filmisches Schaffen zwischen 1950 und 2021 mehr als 90 Film- und Fernsehproduktionen. 

## Leben
Don Murray wurde 1929 in Kalifornien als Sohn von Dennis Aloisius Murray, Direktor eines Tanztheaters am Broadway, und Ethel Cook, einer ehemaligen Darstellerin der Ziegfeld Follies, geboren. Er besuchte in East Rockaway (New York) die High School. Anschließend studierte er Schauspiel an der American Academy of Dramatic Arts. Um Geld zu verdienen, arbeitete Murray an der Börse, bis er 1950 beim Fernsehen und 1951 am Broadway als Schauspieler debütierte. 1952 hätte Murray als Soldat im Koreakrieg kämpfen sollen, aber er verweigerte den Kriegsdienst. Stattdessen versorgte er in Lazaretten Flüchtlinge.
1955 kehrte Murray zur Schauspielerei zurück und feierte mit The Skin of Our Teeth sein Bühnen-Comeback. Diese Bühnenrolle machte auch Hollywood auf ihn aufmerksam. Nach einer Reihe von Fernsehrollen feierte Murray 1956 in Bus Stop als Filmpartner von Marilyn Monroe sein Kinodebüt. 1957 erhielt er für seine Darstellung des gutmütigen, aber ungelenken Cowboys Bo Decker in diesem Film eine Oscar-Nominierung in der Kategorie Bester Nebendarsteller. Auch wurde er für den British Film Academy Award nominiert. 
Unter der Regie von Fred Zinnemann übernahm er 1957 an der Seite von Eva Marie Saint und Anthony Franciosa in dem Film Giftiger Schnee die Hauptrolle eines drogenabhängigen Koreakrieg-Heimkehrers. Im selben Jahr spielte er einen unzufriedenen jungen Ehemann in dem sozialkritischen Film Die Junggesellenparty. 1958 folgte unter anderem unter Regie von Henry Hathaway die Hauptrolle im Western Schieß zurück, Cowboy, wonach weitere Western folgten. 1962 hatte er eine der Hauptrollen in Otto Premingers starbesetztem Politikdrama Sturm über Washington (1962) als ein junger Senator, der nach einer Erpressung mit seiner homosexuellen Vergangenheit tragisch endet.
Im Verlauf der 1960er-Jahre ließ das breite Interesse an Murray weitgehend nach, und seine weitere Karriere blieb überwiegend auf B-Movies und Fernsehserien beschränkt. 1970 debütierte er auch als Regisseur des Filmdramas The Cross and the Switchblade, für das er Pat Boone und Erik Estrada als Hauptdarsteller gewinnen konnte. Sowohl dieser Exkurs hinter die Kamera als auch seine zwei weiteren Regiearbeiten erwiesen sich als Flop. Einer seiner bekannteren Filme als Schauspieler war das 1972 produzierte Science-Fiction-Epos Eroberung vom Planet der Affen, in dem er den schurkischen Gouverneur Breck verkörperte.
In den 1980er-Jahren stand er für mehrere Vaterrollen vor der Kamera, so als Vater von Brooke Shields in Franco Zeffirellis Endlose Liebe (1981) und als Vater von Kathleen Turner in Francis Ford Coppolas Peggy Sue hat geheiratet (1986). Ab den 1990er-Jahren folgten nur noch sporadische Auftritte. 2017 übernahm er in der Neuauflage von David Lynchs Fernsehserie Twin Peaks die Rolle des ehemaligen Boxers Bushnell Mullins. Insgesamt umfasst sein filmisches Schaffen zwischen 1950 und 2021 mehr als 90 Film- und Fernsehproduktionen. Sein Filmschaffen wurde mit einem Stern auf dem Hollywood Walk of Fame geehrt.

## Privates
Bei den Dreharbeiten zu Bus Stop lernte er die Filmschauspielerin Hope Lange kennen, die er am 14. April 1956 heiratete. Das Paar bekam zwei Kinder, von denen Sohn Christopher Murray ebenfalls Schauspieler wurde. Die Ehe wurde 1961 geschieden. Ein Jahr später heiratete Murray die Gelegenheitsdarstellerin Bettie Johnson. Mit ihr bekam er drei weitere Kinder, darunter den Filmkomponisten Sean Murray.
Murray lebte auf einer Ranch in Goleta, Kalifornien. Er starb im Februar 2024 im Alter von 94 Jahren.

## Filmografie (Auswahl)
- 1950: Studio One (Fernsehserie, eine Folge)
- 1955: A Man is Ten Feet Tall (Fernsehfilm)
- 1956: Bus Stop (Bus Stop)
- 1957: Die Junggesellenparty (The Bachelor Party)
- 1957: Giftiger Schnee (A Hatful of Rain)
- 1958: Schieß zurück, Cowboy (From Hell to Texas)
- 1959: These Thousand Hills
- 1959: Ein Händedruck des Teufels (Shake Hands with the Devil)
- 1960: Vergeltung ohne Gnade (One Foot in Hell)
- 1960: … der werfe den ersten Stein (The Hoodlum Priest)
- 1961: Sturm über Washington (Advise and Consent)
- 1962: Tunnel 28
- 1965: Die Lady und der Tramp (Baby the Rain Must Fall)
- 1965: Ein Mann wie Kid Rodelo (Kid Rodelo)
- 1966: Tausend Gewehre für Golden Hill (The Plainsman)
- 1967: Das Mörder-Syndikat (The Borgia Stick, Fernsehfilm)
- 1967: Königin der Wikinger (The Viking Queen)
- 1968–1969: The Outcasts (Fernsehserie, 26 Folgen)
- 1970: Das Kreuz und die Messerhelden (The Cross and the Switchblade)
- 1972: Eroberung vom Planet der Affen (Conquest of the Planet of the Apes)
- 1975: Eiskalt (Deadly Hero)
- 1975: Ein Mädchen, ein Muli und Omas Whisky (A Girl Named Sooner)
- 1978: Judy Garland – Lehrjahre eines Hollywood-Stars (Rainbow, Fernsehfilm)
- 1979–1982: Unter der Sonne Kaliforniens (Knots Landing; Fernsehserie, 34 Folgen)
- 1981: Endlose Liebe (Endless Love)
- 1983: Die Football-Prinzessin (Quarterback Princess, Fernsehfilm)
- 1984: Die fatale Affäre der Katherine G. (A Touch of Scandal)
- 1985: Radioactive Dreams
- 1986: Peggy Sue hat geheiratet (Peggy Sue Got Married)
- 1987: Made in Heaven
- 1987: Matlock (Fernsehserie, Folge The Billionaire)
- 1987: Die Kinder von Stepford (The Stepford Children, Fernsehfilm)
- 1990: Mein Geist will immer nur das Eine... (Ghosts Can’t Do It)
- 1991–1993: Liebe auf Lebenszeit (Sons and Daughters; Fernsehserie, 7 Folgen)
- 1993: Mord ist ihr Hobby (Murder, She Wrote; Fernsehserie, Folge Bloodlines)
- 1996: Ein Single kommt immer allein (The Single Guy; Fernsehserie, Folge Distance)
- 1996: Leinen los für die Liebe (Hearts Adrift, Fernsehfilm)
- 2001: Island Prey
- 2017: Twin Peaks (Fernsehserie, 8 Folgen)
- 2021: Promise

## Auszeichnungen
- 1957: Oscar-Nominierung als Bester Nebendarsteller für Bus Stop
- 1957: BAFTA-Nominierung als Vielversprechendster Newcomer für Bus Stop
- 1960: Stern auf dem Hollywood Walk of Fame in der Kategorie Film
- 1994: Emmy-Nominierung als Bester Darsteller eines Kinderprogramms für den Kinder-Fernsehfilm Montana Crossroads